# Linguistic Inquiry
Linguistic Inquiry (/lɪŋgwɪ́stɪk ɪŋkwáɪəri/、LI) は、マサチューセッツ工科大学から発行されている言語学の論文誌。生成文法に関する論考が多い。
1970年の創刊以来サミュエル・ジェイ・カイザー（Samuel Jay Keyser）が編集を務める。